# Злодейка (река)
Злодейка — малая река в городском округе Домодедово Московской области России, правый приток реки Рожайки.
Берёт начало у деревни Юсупово, в 9 км западнее станции Барыбино Павелецкого направления Московской железной дороги, впадает в реку Рожайку напротив деревни Тургенево. Имеет правый приток — реку Сушку. На реке имеется несколько плотин, образующих пруды. Берега Злодейки плотно застроены, лес выходит к реке лишь в двух местах. Населённые пункты и дачные посёлки лишают эти места привлекательности для туристов.
Длина — 15 км. Река равнинного типа. Питание преимущественно снеговое. Злодейка замерзает в ноябре — начале декабря, вскрывается в конце марта — апреле.
Ширина — до 3 м, наибольшая глубина — до 2 м, преобладающая глубина — около 0,5 м, колебание уровня воды в течение года — в пределах 2—2,5 м, скорость течения — до 0,3 м/с, прозрачность воды по диску Секки — до 0,3 м; рельеф берегов: берега отлогие, низкие, местами высокие; грунты берегов суглинистые; по берегам произрастает кустарник, деревья; рельеф дна: дно ровное, с перекатами, русло извилистое, грунты дна песчано-глинистые, местами каменистые с иловым отложением; высшая водная растительность представлена комплексом жёстких околоводных полупогруженных и мягких погруженных растений: частуха подорожник, гречиха земноводная, кубышка жёлтая, ряска малая, болотник осенний, элодея, рогоз, осока, тростник. Зарастаемость до 30 %; ихтиофауна реки Злодейки представлена плотвой, щукой, окунем, пескарём, верховкой, серебряным карасём. Нагул молоди и взрослой рыбы проходит по всей акватории реки Злодейки и русловых прудов на ней.
На реке в районе с. Юсупово, д. Шишкино, д. Минаево и д. Акулинино г. о. Домодедово Московской области гидротехническими сооружениями (плотины) образованы русловые пруды, ихтиофауна которых (помимо указанных выше рыб) представлена также карпом и линём, которыми русловые пруды регулярно зарыбляются.
Река Злодейка является водным объектом рыбохозяйственного значения второй категории.
Зимовальные ямы и участки массового нереста обитающих видов рыб на реке Злодейка не зарегистрированы, река особо ценного рыбохозяйственного значения не имеет.
Рыбоохранная зона реки Злодейка может быть принята размером 100 метров, на реке рыбохозяйственные заповедные зоны не зарегистрированы.
Береговая полоса вдоль реки Злодейка составляет 20 м, прибрежная защитная полоса 50 м, водоохранная зона 100 м.
По данным государственного мониторинга состояния водных биологических ресурсов и среды их обитания, средняя за вегетационный период биомасса мягкого бентоса реки Злодейки составляет 2,0 г/м², зоопланктона — 1,0 г/м³, ихтиомасса может достигать 30 кг/га, рыбопродуктивность реки 10 кг/га, в пойме реки — до 12 кг/га.